# Enrique Silvestre
Enrique Silvestre David, conocido como Silvestre (Barcelona, 4 de noviembre de 1941 - Barcelona, 18 de enero de 2022) fue un futbolista profesional español que jugó en las décadas de 1960 y 1970. 
Militó en varios equipos de la Primera y Segunda División en España llegando a disputar 118 partidos en la máxima categoría del fútbol español y a marcar 34 goles en esta categoría. Jugaba principalmente como centrocampista, en el puesto de interior, pero en su etapa como realista llegó a jugar como delantero. Era habilidoso con el regate dentro del área, veía puerta con relativa facilidad y era un buen lanzador de penaltis.

## Biografía
Nació en 1941 en Barcelona. Se formó en la cantera del Fútbol Club Barcelona y llegó a jugar en el Barcelona Amateur, aunque nunca llegó a dar el salto al primer equipo. Paradójicamente Silvestre proviene de una familia de tradición perica y es socio del RCD Español desde la infancia.
En 1961 ficha por Osasuna recién ascendido a Primera división. Debuta con este equipo en la Primera división española el 4 de marzo de 1962 jugando contra el Real Madrid en el Estadio Santiago Bernabéu. Silvestre marcó un gol ese día y contribuyó a un histórico empate a domicilio a dos contra el equipo que sería ese año campeón de Liga. Jugó dos temporadas con Osasuna en Primera división, solo diecinueve partidos, pero marcando diez goles. Tras el descenso de categoría en 1963 permaneció otra temporada y media más con Osasuna en Segunda división.
Con la temporada 1964-65 ya en curso ficha por el Real Murcia donde jugará durante medio año aproximadamente. Con el Murcia vuelve a jugar en la Primera división, jugó quince partidos y marcó seis goles, pero no pudo evitar que el equipo descendiera al finalizar la temporada. Después jugó dos temporadas (1965-67) en Segunda división con el Celta de Vigo. 
En 1967 ficha por una Real Sociedad recién ascendida a Primera división. Durante las vacaciones de verano sufre un grave accidente de coche en el que mueren su mujer, su hijo de dos años y su padre, al estrellar su coche contra un árbol. Con la Real estuvo cinco temporadas en Primera división, jugó cien partidos oficiales (84 en Liga) y marcó veintidós goles (dieciocho en Liga). Contribuyó a asentar el equipo en la categoría tras su retorno.
Fue el último jugador español no vasco o no formado en la cantera vasca fichado por la Real hasta la llegado del asturiano Sergio Boris en 2002
En 1972 retorna a su Barcelona natal fichando por la UD San Andrés, por aquel entonces en Segunda división, donde cerrará su carrera, compaginando sus últimos años de fútbol con la regencia del negocio familiar. Desde su retirada como futbolista mantuvo relación con el mundo del fútbol, ha sido ojeador de la Real Sociedad, seleccionador de selecciones catalanas inferiores y colaborador de la Federación Catalana de Fútbol.

## Clubes
| Club              | País   | Año        |
| ----------------- | ------ | ---------- |
| Barcelona Amateur | España | ¿ ? - 1961 |
| CA Osasuna        | España | 1961-1964  |
| Real Murcia       | España | 1964-1965  |
| RC Celta de Vigo  | España | 1965-1967  |
| Real Sociedad     | España | 1967-1972  |
| UD San Andrés     | España | 1972-1974  |